# Trnovec nad Váhom
Trnovec nad Váhom (Hongaars: Tornóc) is een Slowaakse gemeente in de regio Nitra, en maakt deel uit van het district Šaľa.
Trnovec nad Váhom telt 2.742 inwoners.
De gemeente is gelegen aan de rivier de Váh. In de geschiedenis hoorde het dorp tot Oostenrijk-Hongarije. De bevolking was tot in de 20ste eeuw ook voornamelijk etnisch Hongaars. In 1920 kwam de gemeente in handen van het nieuw gevormde land Tsjecho-Slowakije. Direct vertrokken er veel Hongaren en kwamen er Slowaken naar de gemeente toe. Tussen 1938 en 1945 was de gemeente weer onderdeel van Hongarije en daarna weer van Tsjechoslowakije. Sinds 1993 is het deel van Slowakije.

## Bevolkingssamenstelling
- 1880- 2136 inwoners waarvan 1727 Hongaren en 271 Slowaken
- 1890- 2297 inwoners waarvan 1996 Hongaren en 250 Slowaken
- 1900- 2484 inwoners waarvan 2099 Hongaren en 370 Slowaken
- 1910- 2458 inwoners waarvan 2236 Hongaren en 199 Slowaken.
- 1921- 2850 inwoners waarvan 1830 Hongaren en 960 Tsjechoslowaken
- 1930- 3220 inwoners waarvan 1317 Hongaren en 1795 Tsjechoslowaken
- 1941- 2854 inwoners waarvan 2037 Hongaren en 795 Slowaken
- 1991- 2453 inwoners waarvan 756 Hongaren en 1657 Slowaken
- 2001- 2541 inwoners waarvan 607 Hongaren en 1900 Slowaken.
- 2011- 2652 inwoners waarvan 469 Hongaren en 2018 Slowaken.

De Hongaarse bevolking werd in de jaren 1946-48 voor een groot deel gedwongen te verhuizen tijdens de Tsjechoslowaaks-Hongaarse bevolkingsruil.